# 佃町 (名古屋市)
佃町（つくだちょう）は、愛知県名古屋市瑞穂区の地名。現行行政地名は佃町1丁目及び佃町2丁目。住居表示未実施地域。

## 地理
名古屋市瑞穂区南部に位置する。東は井戸田町、西は花目町・苗代町、南は妙音通、北は惣作町に接する。

## 歴史

### 町名の由来
瑞穂町の小字名「佃」による。「佃」は「作り田」が短縮したものと言われる。古くは荘園領主の直営田であったといい、中世から見られる古い地名である。

### 行政区画の沿革
- 1945年（昭和20年）9月26日 - 瑞穂区瑞穂町字佃・苗代田・市場の各一部により、同区佃町1・2丁目として成立[1]。
- 1990年（平成2年）11月5日 - 一部が苗代町に編入される[10]。

## 世帯数と人口
2019年（平成31年）3月1日現在の世帯数と人口は以下の通りである。
| 町丁 | 世帯数  | 人口  |
| ---- | ------- | ----- |
| 佃町 | 205世帯 | 353人 |

### 人口の変遷
国勢調査による人口の推移
| 1950年（昭和25年） | 1,015人 | [ 11 ] |  |
| 1955年（昭和30年） | 1,033人 | [ 11 ] |  |
| 1960年（昭和35年） | 1,060人 | [ 12 ] |  |
| 1965年（昭和40年） | 1,006人 | [ 12 ] |  |
| 1970年（昭和45年） | 872人   | [ 13 ] |  |
| 1975年（昭和50年） | 803人   | [ 13 ] |  |
| 1980年（昭和55年） | 700人   | [ 14 ] |  |
| 1985年（昭和60年） | 630人   | [ 14 ] |  |
| 1990年（平成2年）  | 567人   | [ 15 ] |  |
| 1995年（平成7年）  | 485人   | [ 16 ] |  |
| 2000年（平成12年） | 442人   | [ 17 ] |  |
| 2005年（平成17年） | 411人   | [ 18 ] |  |
| 2010年（平成22年） | 413人   | [ 19 ] |  |

## 学区
市立小・中学校に通う場合、学校等は以下の通りとなる。また、公立高等学校に通う場合の学区は以下の通りとなる。なお、小・中学校は学校選択制度を導入しておらず、番毎で各学校に指定されている。
| 丁目      | 小学校                                      | 中学校                                      | 高等学校 |
| --------- | ------------------------------------------- | ------------------------------------------- | -------- |
| 佃町1丁目 | 名古屋市立堀田小学校 名古屋市立井戸田小学校 | 名古屋市立田光中学校 名古屋市立津賀田中学校 | 尾張学区 |
| 佃町2丁目 | 名古屋市立井戸田小学校                      | 名古屋市立津賀田中学校                      | 尾張学区 |

## その他

### 日本郵便
- 郵便番号 : 467-0836[4]（集配局：瑞穂郵便局[22]）。